# Megachile albopilosa
Megachile albopilosa là một loài Hymenoptera trong họ Megachilidae. Loài này được Friese mô tả khoa học năm 1916.